# Amblystegiella minutissima
Amblystegiella minutissima là một loài rêu trong họ Amblystegiaceae. Loài này được Sull. & Lesq. Nichols mô tả khoa học đầu tiên năm 1908.